# Ніколай Ботгрос

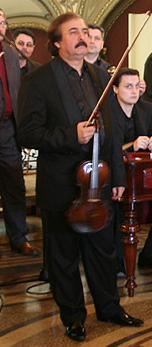
Ніколай Ботгрос

Ніколай Ботгрос (25 січня 1953, Бадікул-Молдовенеск, Кагульський район, Молодова) — молдовський діяч мистецтв, скрипаль та диригент. Художній керівник оркестру народної музики «Леутарій».

## Біографія
Народився 25 січня 1953 року в селі Бадікул-Молдовенеск Кагульського району Молдовської РСР. Батько Ніколая — відомий скрипаль Дмитро Ботгрос, а тому всі троє його синів з раннього дитинства грали на різних музичних інструментах.
Оскільки вся сім'я була музичною, в повному складі вони досить часто виступали на урочистих подіях, святах, весіллях, де для Ніколая була відведена роль барабанщика. Для того, щоб більше не грати на ударних, Ботгрос-молодший самостійно навчився опанував скрипку.
Музичну освіту митець отримував в культурно-просвітницькому училищі міста Сороки, де під час навчання познайомився зі своєю майбутньою дружиною Лідією Беженар.
У 1990 році Ніколай Ботгрос закінчив Кишиневську консерваторію відразу за двома напрямами: по класу скрипки та диригентське відділення.

## Творча кар'єра
Перший диригентський досвід отримав в єдинецькому оркестрі «Чокирлія», звідки 1973 року перейшов скрипалем до кишинівського оркестру народної музики «Мугурел», а ще через рік, він вже грав в оркестрі ансамблю «Жок».
1978 року обраний на посаду керівника ансамблю «Леутари», заснованого відомим пісенним виконавцем Ніколаєм Сулаком. Перше знайомство з творчістю колективу відбулося 1970 року, коли оркестр виступав з концертом в Сороках на який завітав і Ніколай Ботгрос. Тоді він був надзвичайно вражений майстерністю виконанням музикантів та роботою диригентів.
За ввесь цей час, разом з Національним оркестром народної музики «Леутари» музичний митець побував в усіх країнах колишнього Радянського Союзу, відвідав з концертами більшість країн Європи, а також Сполучені Штати Америки, Австралію та Нову Зеландію.
За свої заслуги перед батьківщиною 1988 року Ніколая Ботгросу присвоєно звання народного артиста, 1993 року удостоєний бути кавалером «Ордену Республіки».
2015 року колектив відзначив 45 років своєї творчої діяльності. Оркестр і досі гастролює та дає до 200-х концертів на рік в рідній філармонії.
За свою творчу діяльність Ніколай Ботгросу випустив два сольні альбоми та має незліченну кількість робіт записаних разом з народними виконавцями.
10 травня 2013 року в Національному палаці імені Ніколая Сулака відбувся ювілейний концерт диригента до шістдесятиріччя митця. На одній сцені виступали його колеги з колективу «Леутари», а також виконавці народної музики з Молдови та Румунії: дружина Лідія Беженару, Іон Паладій, Ніколає Чуботару, Даніела Кондураке, Ніку Іордан та Маріана Іонеску.
Дискографія: «Drag mi-i cintecul şi neamul», «Mă mîndresc cu lăutarii», «Orchestra Lăutarii (2000)», «Orchestra Lăutarii», «Virtuozii Basarabiei», «Lume, Soro Lume».

## Використані джерела
- 1.http://www.moldovenii.md/ru/people/984
- 2. http://www.moldova.ms/?l=ru&a=88&i=190 [Архівовано 5 серпня 2016 у Wayback Machine.]
- 3. http://ru.publika.md/link_816501.html [Архівовано 22 квітня 2016 у Wayback Machine.]

1. ↑  WorldCat Entities — OCLC, Inc., 2022.